# Fred Hutchinson Cancer Center
El Fred Hutchinson Cancer Center, abans conegut com Fred Hutchinson Cancer Research Center i també conegut com Fred Hutch o The Hutch, és un institut d'investigació del càncer establert el 1975 a Seattle, Washington. A l'Institut es fa un treball interdisciplinari entre científics que fan recerca al laboratori i metges que tracten pacients. A més, l'institut té cura dels avenços en la prevenció, la detecció precoç i el tractament del càncer. La missió de l'institut és «erradicar el càncer i les malalties relacionades com a causa de patiment i mort humans».